# Кавзияковское сельское поселение
Кавзияковское се́льское поселе́ние — муниципальное образование в Сармановском районе Татарстана Российской Федерации.
Административный центр — село Кавзияково.

## История
Статус и границы сельского поселения установлены Законом Республики Татарстан от 31 января 2005 года № 39-ЗРТ Законом Республики Татарстан от 31 января 2005 года № 39-ЗРТ «Об установлении границ территорий и статусе муниципального образования "Сармановский муниципальный район" и муниципальных образований в его составе».

## Население
| 2010 | 2011 | 2012 | 2013 | 2014 | 2015 | 2016 |
| ---- | ---- | ---- | ---- | ---- | ---- | ---- |
| 650  | ↘649 | ↘645 | ↘637 | ↘633 | ↘625 | ↘615 |
| 2017 |      |      |      |      |      |      |
| ↘596 |      |      |      |      |      |      |

## Состав сельского поселения
| № | Населённый пункт | Тип населённого пункта       | Население |
| - | ---------------- | ---------------------------- | --------- |
| 1 | Кавзияково       | село, административный центр |           |
| 2 | Нижний Бикмет    | деревня                      |           |
| 3 | Петровка         | деревня                      |           |